# Slavko Vinčić
Slavko Vinčić, né le 25 novembre 1979 à Maribor (Slovénie), est un arbitre slovène de football.

## Biographie
Le 30 mai 2020, Slavko Viničić est arrêté avec 34 autres personnes dans une maison perquisitionnée dans le cadre d'une enquête policière sur la prostitution et les drogues en Bosnie-Herzégovine. Il est par la suite innocenté,.

## Désignations majeures
Slavko Vinčić a participé comme arbitre aux compétitions suivantes :
- Championnat d'Europe de football 2020
- Finale de la Ligue Europa 2021-2022
- Coupe du monde de football 2022[3],[4]
- Finale de la Ligue des champions de l'UEFA 2023-2024
- Championnat d'Europe de football 2024[5]